# La Laja, Zihuatanejo de Azueta
La Laja är en ort i Mexiko.   Den ligger i kommunen Zihuatanejo de Azueta och delstaten Guerrero, i den södra delen av landet, 300 km sydväst om huvudstaden Mexico City. La Laja ligger 352 meter över havet och antalet invånare är 216.
Terrängen runt La Laja är huvudsakligen kuperad, men österut är den bergig. La Laja ligger nere i en dal. Runt La Laja är det ganska tätbefolkat, med 78 invånare per kvadratkilometer. Närmaste större samhälle är Vallecitos de Zaragoza, 9,2 km nordost om La Laja. I omgivningarna runt La Laja växer i huvudsak lövfällande lövskog.